# Nethinius anticipes
Nethinius anticipes là một loài bọ cánh cứng trong họ Cerambycidae.